# 68e bataillon de chars de combat
Pour les articles homonymes, voir 68e bataillon.
Le 68e bataillon de chars de combat (68e BCC) est une unité blindée de l'Armée française, active au Levant pendant la Seconde Guerre mondiale.

## Historique du68eBCC
Le 68e BCC est créé en octobre 1939, à partir de soldats des 501e, 504e, 506e et 510e régiments de chars de combat. Ses 45 chars légers R35 et son matériel automobile (notamment des camions Renault AGR et des voitures de liaison tout-terrain Laffly S15R) étaient à l'origine destinés à la Pologne mais n'ont pu être livrés à cause de l'invasion allemande. Ils sont débarqués à Beyrouth en octobre et rejoint en novembre par leurs  équipages venus de France. Le bataillon est regroupé à Homs, sa ville de garnison.
Le 68e BCC reste fidèle au nouveau régime de l'Armée d'Armistice en juin 1940, même si quelques éléments rejoignent la France libre,. Le bataillon est dissous en octobre 1940 et ses éléments forment la 4e compagnie du 63e BCC à Damas.

## Insigne
L'insigne métallique du bataillon, réalisé début 1940 par Arthus Bertrand, représente une salamandre dans un octogone allongé de feuilles de chêne et de laurier. L'insigne est traité vieil-argent mais un petit croissant en pointe est doré.
L'insigne peint sur les véhicules reprend la salamandre, inscrite dans un croissant.